# Emile Albrecht
Émile Albrecht, född 1897, död 11 februari 1927 i Sankt Moritz, var en schweizisk roddare.
Albrecht blev olympisk guldmedaljör i fyra med styrman vid sommarspelen 1924 i Paris.